# William Nelson Pendleton
William Nelson Pendleton (Richmond, 26 dicembre 1809 – Lexington, 15 gennaio 1883) è stato un generale statunitense.
Insegnante statunitense, ministro del culto della Chiesa Episcopale e soldato, William Nelson Pendleton fu generale della Confederazione degli Stati d'America durante la Guerra di secessione americana, noto per essere stato per gran parte del conflitto comandante delle artiglierie del Gen. Robert E. Lee. 

Dopo la guerra, Pendleton tornò alla sua funzione sacerdotale e divenne uno scrittore di argomenti religiosi.

## Gioventù e carriera
Nato nel 1809 a Richmond, in cui i genitori, Edmund Pendleton e sua moglie Lucy (Nelson) Pendleton. possedevano una piantagione appartenente, ricevette la sua prima istruzione grazie a tutori privati e alla frequentazione della John Nelson's School di Richmond. La famiglia di Pendleton fece sì che suo fratello maggiore, (Francis Walker Pendleton), entrasse nell'Accademia Militare degli Stati Uniti a West Point (Stato di New York), ma quando Francis dimostrò scarso interesse per la vita militare, William prese il suo posto. Entrò a West Point nel 1826 e si diplomò quattro anni più tardi, risultando 5° su 42 cadetti.
Tra i compagni di corso di Pendleton a West Point si trovavano i futuri generali della Confederazione, Joseph E. Johnston, Robert E. Lee e John B. Magruder (coi quali era nella stessa camerata) e il futuro uomo politico e Presidente della Confederazione, Jefferson Davis. Ricevette il brevetto di sottotenente (second lieutenant) dell'Esercito degli Stati Uniti (US Army) il 1º luglio del 1830. Lo stesso giorno Pendleton fu assegnato al II Artiglieria come sottotenente effettivo. Al suo reggimento fu ordinato di acquartierarsi a Fort Moultrie per difendere il porto di Charleston (South Carolina), ma Pendleton contrasse la malaria e fu inviato all'arsenale di Augusta (Georgia) per recuperare la propria salute. 

Il 15 luglio 1831, sposò Anzolette Elizabeth Page, dalla quale ebbe quattro figli. Il loro unico maschio, Alexander Swift "Sandie" Pendleton, avrebbe anch'egli servito la Confederazione come aiutante di campo di Stonewall Jackson e fu ucciso in azione, quand'era colonnello, durante la Terza Battaglia di Winchester il 19 settembre 1864. Sua figlia Susan sposerà il futuro generale confederato Edwin G. Lee il 16 novembre del 1856.
Pendleton tornò a West Point nel 1831 per insegnarvi matematica e il 27 ottobre 1832, fu trasferito al IV Artiglieria. Si dimise dall'Esercito degli Stati Uniti un anno dopo, il 31 ottobre 1833, a causa (si disse) dell'approvazione da parte del suo Stato natale dell'Ordine di Nullificazione (Ordinance of Nullification). Nel 1833 Pendleton raggiunse il Bristol College (Pennsylvania a Contea di Bucks, per insegnare matematica. Nel 1837 lavorò con le stesse modalità nel Newark College dell'University of Delaware. Quello stesso anno Pendleton fu ordinato sacerdote episcopale nello Stato della Pennsylvania e nel 1840 cominciò a insegnare presso l'Episcopal Boy's High School di Wilmington (Delaware). Tre anni più tardi si spostò a Baltimora (Maryland) e nel 1847 insegnò e fu Rettore della All Saints' Church (Easton, Maryland). Nel 1853 Pendleton ritornò in Virginia e divenne Rettore della Grace Church di Lexington, e si trovava lì quando esplose la Guerra di secessione.

## Servizio nel corso della Guerra di Secessione

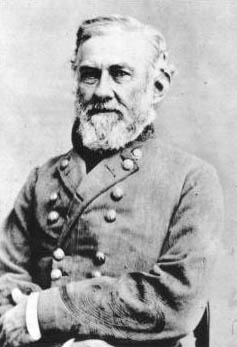
William Pendleton

Quando cominciò la Guerra di Secessione nel 1861, Pendleton scelse 8come gran parte dei Virginiani) di unirsi alla causa confederata. Il 16 marzo entrò nell'Artiglieria regolare confederata col rango di capitano, e il 1º maggio assunse servizio nella Virginia Artillery. Comandava una batteria di quattro cannoni, denominata Rockbridge Artillery, e i suoi pezzi erano chiamati come gli Evangelisti: Matthew, Mark, Luke & John (Matteo, Marco, Luca e Giovanni). Il 2 luglio Pendleton partecipò a uno scontro minore (la Battaglia di Hoke's Run detta anche "Battaglia di Falling Waters", in cui "egli e la sua batteria operarono con capacità". Il 13 luglio Pendleton fu promosso colonnello e cominciò a servire come comandante delle artiglierie al comando del Brig. Gen. Joseph E. Johnston durante la prima battaglia di Bull Run (o "Prima Manassas") del 21 luglio. Fu ferito a un'orecchia e alla schiena nel combattimento.
A partire dal luglio 1861, Pendleton prese il comando dell'artiglieria dell'Armata Confederata del Potomac e il 14 marzo 1862 fu confermato nel suo ruolo dopo che l'Armata mutò il suo nome nel definitivo Armata della Virginia settentrionale. Il 26 marzo Pendleton fu promosso Brigadier Generale. Il 3 luglio Pendleton fu di nuovo ferito quando un mulo della sua Artiglieria lo colpì con un calcio alla gamba, fratturandogli una delle due ossa della gamba. La sua più famosa performance durante la Guerra di secessione accadde nel 1862 durante la Campagna del Maryland. La sera del 19 settembre, Lee affidò a Pendleton il comando della retroguardia della fanteria a seguito della Battaglia di Shepherdstown, ordinandogli di tenere il passaggio sul fiume Potomac fino al mattino successivo. Malgrado la sua posizione di comando dal quale poteva difendere il guado, "Pendleton perse traccia delle sue forze e il controllo della situazione." Svegliando Lee dopo la mezzanotte, egli riferì affranto di aver perso la propria posizione e che tutti i suoi cannoni erano stati catturati. Ciò era decisamente esagerato e il resoconto troppo affrettato, visto che aveva perso solo quattro pezzi d'artiglieria, ma egli aveva certo ritirato con troppa fretta la fanteria dalla posizione assegnatagli "senza sufficiente motivazione". I giornali di Richmond riferirono erroneamente dell'incidente per il resto della guerra, e voci incontrollate e motti di spirito si diffusero tra i suoi stessi sottoposti e nell'esercito confederato. Infine un'indagine della Corte marziale fu svolta per investigare sulle azioni di Pendleton a Shepherdstown.
Pendleton servi con l'Armata della Virginia Settentrionale per il resto del conflitto, prendendo parte tra il 1863 e il 1864 alle maggiori campagne militari del Teatro orientale. Tuttavia, durante i due anni finali della guerra, il ruolo di Pendleton fu più che altro amministrativo, e il suo comando attivo si espresse solo nella Riserva delegata al munizionamento d'artiglieria. Durante il conflitto proseguì nella sua missione sacerdotale, pregando sempre coi suoi uomini. Pendleton si arrese con l'esercito di Lee ad Appomattox Court House il 9 aprile 1865 e fu lasciato libero sulla parola, tornando quindi a casa.

## Attività post-bellica e morte
Dopo la guerra, Pendleton tornò a Lexington e al suo Rettorato della Grace Church, che avrebbe retto per il resto della sua vita. Qui a Lexington strinse una forte amicizia con Matthew Fontaine Maury, Francis Henney Smith e and Robert E. Lee, svolgendo un ruolo significativo per persuadere il suo ultimo comandante a trasferirsi a Lexington e ad assumere la Presidenza dell'istituzione che avrebbe assunto poi il nome di Washington and Lee University. Lee, per verso suo, divenne uno dei parrocchiani di Pendleton e l'ultima operazione di Lee nel 1870 avvenne nella sagrestia della Grace Church in cui Lee guidò un gruppo di esponenti della chiesa perché si accordasse un incremento di emolumenti a Pendleton.
Pendleton rimase a Lexington fino alla morte, avvenuta nel 1883 e fu sepolto nel Grace Church Cemetery della città.

## Nei media
Pendleton è raffigurato nel film del 2002 sulla Guerra di Secessione Gods and Generals.  La scena mostra una conversazione tra Pendleton e Stonewall Jackson a proposito del figlio del primo, Alexander Swift "Sandie" Pendleton, che era presente.  Nel corso della scena, Pendleton informava Jackson del fatto che i cannoni erano stati chiamati Matthew, Mark, Luke e John; al che Jackson replicava: «Sono certo che i vostri uomini sapranno divulgare il Vangelo ovunque essi incontreranno il nemico».